# 1935 na literatura

## Eventos
- 23 de Fevereiro - estreia da BD Luluzinha, de Marjorie Henderson Buell.
- Manuel Teixeira Gomes publica Novelas Eróticas e Regressos

### Literatura infantil
- Monteiro Lobato - Aritmética da Emília
- Monteiro Lobato - Geografia de Dona Benta
- Monteiro Lobato - História das Invenções

## Nascimentos
| Data            | Nome              | Profissão                                        | Nacionalidade                  | Observações | Ref |
| --------------- | ----------------- | ------------------------------------------------ | ------------------------------ | ----------- | --- |
| 15 de janeiro   | Robert Silverberg | escritor de ficção científica                    | Estados Unidos                 |             |     |
| 26 de fevereiro | Cícero Sandroni   | jornalista e escritor                            | Brasil                         |             |     |
| 29 de abril     | April Ashley      | modelo, autora e ativista dos direitos LGBT      | Inglaterra                     | m. 2021     |     |
| 16 de setembro  | Esther Vilar      | escritora                                        | Argentina                      |             |     |
| 19 de setembro  | Maria Rosa Colaço | professora, escritora e jornalista               | Portugal                       | m. 2004     |     |
| 29 de setembro  | Plínio Marcos     | escritor, dramaturgo, ator, diretor e jornalista | Brasil                         | m. 1999     |     |
| 1 de novembro   | Edward Said       | crítico literário e activista                    | Mandato Britânico da Palestina | m. 2003     |     |
| 13 de dezembro  | Adélia Prado      | escritora                                        | Brasil                         |             |     |
| 17 de dezembro  | Alcione Sortica   | escritor, ensaísta, poeta, cronista              | Brasil                         |             |     |

## Mortes
| Data            | Nome                           | Profissão                                                 | Nacionalidade                              | Observações | Ref |
| --------------- | ------------------------------ | --------------------------------------------------------- | ------------------------------------------ | ----------- | --- |
| 20 de fevereiro | Antônio Geremário Teles Dantas | político, jornalista, advogado e escritor                 | Brasil                                     | n. 1889     |     |
| 17 de junho     | George William Russell         | escritor                                                  | Irlanda                                    | n. 1867     |     |
| 2 de agosto     | Bento Carqueja                 | empresário, publicista, escritor, naturalista e professor | Reino Unido de Portugal, Brasil e Algarves | n. 1860     |     |
| 30 de novembro  | Fernando Pessoa                | poeta                                                     | Reino Unido de Portugal, Brasil e Algarves | n. 1888     |     |

## Prémios literários
- Nobel de Literatura - não atribuído.